# 박태준 (1927년)
박태준(朴泰俊, 1927년 10월 24일~2011년 12월 13일)은 대한민국의 정치인이다. 한국 전쟁에 참전하여 충무무공훈장과 화랑무공훈장을 서훈했다. 포스코 초대 회장을 지냈다. 제11·13·14·15대 국회의원, 제32대 국무총리(2000. 1.~2000. 5.)를 지냈다.

## 생애
1927년 경상남도 동래군 장안면 임랑리에서 출생하였으며 경상남도 양산군과 경상남도 부산부에서 어린 시절을 보냈다. 6살 때 일가족과 함께 일본으로 건너가 그곳에서 성장하였다.
1945년에 와세다 대학교 예과(예비과정)에 입학했으나, 대한민국의 광복으로 학업을 중단한 후 귀국하였다. 1947년 남조선경비사관학교 6기로 입학하여 1년 후 1948년 육군 소위로 임관하였다. 사관학교 생도 시절 제1중대장은 당시 탄도학 교관이였던 박정희 대위였다. 한국 전쟁에 참전하여 충무무공훈장과 화랑무공훈장을 받았다.
그가 5.16 군사 정변에 직접 가담하지 않은 이유는, 그를 신뢰하던 박정희가 그에게 만에 하나 쿠데타가 실패한다면 가족을 맡아 달라고 부탁했기 때문이다. 이는 박태준이 박지만의 후견인을 자처한 이유이기도 하며, 당시 마약 사건으로 사회적 물의를 빚었던 박지만을 박태준이 다잡아 주었다.
국가재건최고회의 상공분과위원 등으로 활동하면서 경제개발 5개년 계획(經濟開發五個年計劃)의 입안에도 관여하였다. 1961년 단국대학교 서울캠퍼스 정법학부 정치학과에 편입하여 1963년에 학사 학위를 취득하였는데 당시 박정희 대통령 내각에서 고위급 관료들에 대한 정부의 4년제 대학 학위 이수 요구가 있었기 때문이였다. 1963년 9월 22일에 육군 소장으로 예편하였다.
주요 상훈으로는 충무무공훈장(1950, 1952), 화랑무공훈장(1951, 1953, 1954), 국민훈장 무궁화장(1974), 영국 금속학회 베서머 금상(1987), 레종도뇌르훈장(1990), 노르웨이국왕훈장(1991), 윌리코프상, 한국경영자대상(1992)을 받았으며, 사후 청조근정훈장이 추서되었다. 저서로는 《신종이산가족》(1987) 이 있다.
또한 역임으로는 1975~1990년 한국철강협회 회장, 1980~1981 한일의원연맹 회장, 1981년 한일경제협의회 회장, 1988~1993 한일경제협회 명예회장 등을 역임하였다.
예편 후 기업인으로 전향한 그는 1964년 대한중석(현 대구텍) 사장으로 임명되어 1년 만에 대한중석을 흑자로 전환했고, 1968년 4월 포항제철(현 포스코)의 초대 사장이 되어 10년 만에 철강을 연간 550만 톤 생산하는 세계 굴지의 기업으로 키워 냈다.
1980년 국가보위입법회의 경제 제1위원장으로 취임한 것을 계기로 정계에 입문하여 1981년 제11대 국회의원(민주정의당, 전국구)로 당선돼 국회 재무위원장을 역임하고, 1988년 민주정의당 대표를 맡았다. 1990년 3당 합당 후에는 민주자유당 최고위원이 되었다.
박태준은 1992년 10월 포항제철 회장직에서 사임했다. 설립 당시부터 정치 외풍에서 포항제철을 지키는 울타리 역할을 해 오다가, 김영삼 행정부와 불화로 정권 수립 직전에 회장직을 결국 내놓았다. 1992년 10월 5일 포항제철 회장 박태준은 당직 사퇴서를 제출했다. 명예회장 박태준은 민자당 대통령 후보 김영삼의 선거대책위원장직을 거절하고 백의종군하겠다고 밝혔다. 같은 날, 포항제철에서 황경로 부회장은 긴급 이사회를 소집, 회장 박태준의 사퇴 번의를 촉구키로 결의하기도 하였다. 이렇게 김영삼과 불화로 1992년 제14대 대통령 선거를 앞두고 국회의원직을 사퇴하였다. 김영삼 집권 후 포항제철 여러 협력사에서 39억여 원을 받은 혐의를 받고 한동안 외국을 떠돌았는데, 1992년 민자당 대선후보 경선 때 김영삼의 반대편에 있었기 때문에 김영삼 정부의 표적 수사라는 의혹이 대두됐다.
1997년에 자유민주연합에 입당하여 김영삼 정부의 경제 실패를 공격하면서, 포항시 북구 보궐선거에 출마하여 당선되어 재기에 성공하였다.
1997년에 자유민주연합의 총재가 되었고, 김종필과 김대중의 제15대 대통령 선거 당선을 지원하였다.
김대중 행정부 시절인 2000년에 국무총리로 취임하였으나 부동산 명의신탁 의혹으로 궁지에 몰려 재임 4개월 만에 불명예 퇴진하였다.
포스코의 명예회장과 포스코청암재단 이사장을 역임하였고 포스코 청암상 수여에 매년 참여하였다. 2011년 12월 13일, 연세대학교 세브란스병원에서 흉막섬유종 수술 후유증으로 인한 호흡 곤란 증세를 치료받던 중에 병세가 다시 악화되었고 급성 폐 손상이 발생하여 향년 85세를 일기로 사망.
2001년에 미국 코넬대학교 병원에서 흉막섬유종 수술을 받았다. 그후 흉막섬유종 후유증이 있었다. 포스코가 국가 산업 동력으로 성장하길 바란다는 유언을 남겼다. 발인일인 17일 동작동 국립서울현충원 국가사회유공자묘역 17묘역에 안장되었다. 사후에 박태준은 세계 '철강 명예의 전당'에 오른 한국인이 되었다. 명예의 전당 추천위원단으로부터의 헌정 근거는 '제철보국의 이념으로 철강 불모지 한국에 일관제철소를 설립해 산업 근대화를 이끈 철강왕 박태준 전 포스코 명예회장'이다.

## 학력
- 단국대학교 정치학 학사
- 국방대학원 행정학 석사

### 명예 박사 학위
- 셰필드 대학교 공학 명예박사

## 인간 관계
태백산맥 작가 조정래는 박태준은 대한민국의 간디”라면서 “인도인들이 간디에게 ‘성스러운’이라는 뜻의 ‘마하트마(Mahatma)’를 붙여 주듯이 저도 박태준의 이름에 마하트마를 붙여 ‘마하트마 승고 칭하고 싶다”는 말로써 박태준의 업적에 경의를 표했으나 조정래는 “간디 사후 인도인들은 간디가 걸어갔던 길을 걸으려 하지 않는다. 힘들고 외롭기 때문”이라며 “아마 대한민국인도 마하트마 박이 걸어온 길을 따라가려고 하지 않을 듯하므로 명우회장 박태준은 우리의 영원한 사표이자 보물이다”라고 전했다.
- 경제개발 5개년 계획(經濟開發五個年計劃)수립 직후 박태준 회장은 박정희 대통령으로부터 포항제철의 인사 및 경영에 대한 전권을 받았는데 이를 기반으로 오직 제철소 건설에만 전념할 수 있게되어 '제철보국(製鐵報國,제철로서 나라에 보답한다)'와 '우향우 정신'(포항제철을 성공하게 하지 못하면 오른편 영일만에 모두 빠져 죽자는 각오)등의 구호를 내세워 조국애를 전제한 완벽주의 경영철학 속에 1973년 6월 9일 포항제철 제 1 고로에서 첫 쇳물 생산을 완성하였다. 이 경영 사례를 두고 당시 미국의 제철소 차관 제공을 만류했던 세계은행 IBRD의 지페 박사는 "당시 내 보고서는 틀렸다고 보지 않습니다. 지금 다시 보고서를 쓰라고 해고 똑같은 보고서를 쓸 것입니다. 하지만 내가 모르고 지나친 것이 하나 있습니다. 그것은 바로 박태준 입니다. 내가 잘못 판단한 것이 아닙니다. 박태준과 포항제철이 기적을 일으킨 것입니다." 라고 훗날 회고했다.
- 포항제철은 조업 개시 6개월 만에 흑자를 달성했다. 박태준 명예회장은 1기의 성공을 바탕으로 1978년 2번째 신화인 광양제철소 계획을 세웠다. 1982년 광양제철소를 완공한 포스코는 10년 후 2,100만 톤 생산체제를 구축했다. '원조 철강왕'인 카네기는 35년에 걸쳐 연산 조강 1,000만 톤을 이뤘지만, '한국의 철강왕' 박태준은 25년(1968년~1992년)만에 기술도 자본도 없는 상태에서 2,100만 톤을 달성했다. 이로 인해 세계 철강업계로부터 그는 '신화창조자'(Miracle-Maker)'라는 칭송을 받았다. (한국일보 신문)
- 전 프랑스 대통령 프랑수아 미테랑은 "한국이 군대를 필요로 할 때 장교로 투신했고, 기업인을 찾았을 때 기업인이 됐으며, 미래 비전이 필요할 때 정치인이 됐다"며 "박태준에게는 한국에 봉사하는 것이 지상 명령이었다"고 했다.
- 나카소네 야스히로 전 일본 총리는 "박태준은 냉철한 판단력과 부동의 신념, 정의감으로 한·일 양국의 협력을 성공으로 이끌었다"고 평가했다.
- 일화로는 1978년 8월 중국 최고 실력자 덩샤오핑(鄧小平)이 일본 기미쓰제철소에서 제철소를 둘러본 직후 이나야마 요시히로(稻山嘉寬)[9] 당시 신일본제철 회장에게 "중국에 이런 제철소를 지어줄 수 있느냐"고 물었지만 "불가능하다"는 대답을 들었다. 그래서 덩샤오핑이 이유를 묻자, 이나야마 회장은 "중국에는 박태준이 없지 않으냐"고 되물었다는 일화가 유명하다.
- 삼성 선대 회장 故 이병철은 박태준을 두고 "군인의 氣(기)와 기업인의 魂(혼)을 가진 사람이다"라는 말을 남겼고[10] 이재용 삼성전자 사장은 "스티브 잡스가 정보기술(IT)업계에 미친 영향보다 회장 박태준이 대한민국 산업과 사회에 남기신 좋은 공적이 몇 배 더 크다" 고 말했다.[11]
- 열혈 축구 매니아였지만 야구선수 장효조를 포항제철 야구단에 영입하려 했을 때 장효조가 "서울에 아파트 한 채를 달라"고 하자 본인(박태준)이 회장으로 있었던 포항제철 측이 아파트 뿐 아니라[12] 보너스까지 얹어준 것에서 보듯 장효조를 좋아하기도 했다.

## 어록
"짧은 인생을 영원 조국에"
"절대적 절망은 없다"
"사심없이 헌신하라, 무한 경쟁시대일수록 필요하다"
"자원은 유한하지만, 창의는 무한하다"
"조상의 혈세로 짓는 제철소다 실패하면 우향우 해서 영일만에 빠져 죽자 제철보국을 우리 인생의 신조로 삼자"
"신뢰를 얻으면 무엇이든지 얻을 수 있다"
"항상 애국심을 갖고 일해 달라"
"창업이래 지금까지 제철보국(製鐵保國)이라는 생각을 잠시도 잊은적이 없습니다. 철은 산업의 쌀입니다. 쌀이 생명과 성장의 근원이듯 철은 모든 산업의 기초소재입니다. 따라서 양질의 철을 값싸게 대량으로 생산하여 국부를 증대시키고 국민 생활을 윤택하게 하며 복지사회 건설에 이바지하자는 것이 곧 제철보국 입니다. 우리는 국민과 인류에게 복락(福樂)을 줄 수 있는 제철산업에 종사하고 있다는 것을 무한한 영광으로 생각해야 합니다"
"국가의 부름을 받고 영일만에 모였을 때 우리는 아무것도 없는 빈손이었습니다. 그러나 국가의 핵심 기간산업인 철강산업을 일으켜 보자는 비장한 각오로 모든 조소와 부정적 논리를 뒤로하고 건설에 박차를 가했던 것입니다. 이것은 어떻게 하든지 우리 손으로 국가경제를 일으켜 보려는 철저한 공인의식이 작용했기 때문입니다. 우리는 단순한 고용인이 아닙니다. 포스코인이 되는 순간부터 우리는 국민에게 봉사해야 하는 공인이 된 것입니다."
"국가로부터 일관제철 사업의 소임을 부여받은 우리는 멸사봉공(滅私奉公)의 희생정신을 발휘하여 국민의 여망에 보답해야 합니다. 개발도상국이 일관제철소를 성공적으로 건설 운영하는 것은 결코 어디에서나 가능한 일이 아닙니다. 개인의 희생에 바탕을 둔 헌신적인 노력이 있어야만 가능한 것입니다. 더욱이 우리 회사는 대일청구권자금을 전용하여 건설한 민족기업입니다. 우리의 모든 정열을 바쳐 신명을 다하겠다는 굳은 각오가 필요한 것입니다."
"우리가 이 땅에 태어난 것 자체가 큰 인연입니다. 따라서 우리가 속해있는 국가와 민족에게 의무감을 갖는 것은 당연한 일 입니다. 제철산업을 일으켜야 한다는 국민적 염원과 절박한 시대적 요청 앞에서 일관제철소 건설이라는 국가적 과업을 맡게 됐을 때, 나는 이것이야말로 참으로 큰 인연이요 회피할 수 없는 일생의 사명이라고 느꼈습니다. 그리고 경건한 마음으로 사업을 시작했습니다. 처음에는 온갖 어려움을 겪었습니다. 그때마다 나는 직원들에게 민족의 진운(進運)을 바꿀 대역사에 동참한 것을 영광으로 생각하자고 강조했습니다. 사명감을 가지고 무에서 유를 창조하자고 독려했습니다."

## 관련 작품
- 《불꽃 속으로》(TV조선, 2014년)[13]

## 저서
- 《신종이산가족》 1987.

## 서훈
- 1953. 12. 충무무공훈장, 은성화랑무공훈장, 금성화랑무공훈장
- 1954. 6. 금성화랑무공훈장
- 1971. 4. 금탑산업훈장
- 1974. 8. 국민훈장 무궁화장
- 1979. 1. 금성공로대훈장(오스트리아)
- 1979. 8. 대공로훈장(페루)
- 1981. 8 십자대훈장(브라질)
- 1983. 11 공로십자훈장(독일)
- 1987. 5. 베세머금상(영국금속학회)
- 1987. 5. 남십자성훈장(브라질)
- 1987. 7. 대십자공로훈장(페루)
- 1992 베르니르드 오히기스 대십자훈장(칠레)
- 1993. 1. 은성공로대훈장(오스트리아
- 1996. 11. 제2회 운경상(雲耕賞)운경재단(雲耕財團)
- 1999. 11. 훈일등 욱일대수장(일본)
- 2011. 12. 청조근정훈장

## 역대 선거 결과
|  | 35.6% |

|  | 34.0% |

|  | 38.5% |

|  | 51.2% |

## 같이 보기
- 대한민국 제11대 국회의원 선거 민주정의당 후보 목록#전국구
- 대한민국 제13대 국회의원 선거 민주정의당 후보 목록#전국구
- 대한민국 제14대 국회의원 선거 민주자유당 후보 목록#전국구
- 포항시 북구 (선거구)
- 포항시 북구의 국회의원
- 대한민국의 국무총리